# Bayard-sur-Marne
Bayard-sur-Marne ist eine französische Gemeinde mit 1269 Einwohnern (Stand: 1. Januar 2022) im Département Haute-Marne in der Region Grand Est. Sie gehört zum Arrondissement Saint-Dizier und ist Mitglied im Gemeindeverband Communauté d’agglomération du Grand Saint-Dizier, Der et Vallées.
Die Gemeinde erhielt 2024 die Auszeichnung „Drei Blumen“, die vom Conseil national des villes et villages fleuris (CNVVF) im Rahmen des jährlichen Wettbewerbs der blumengeschmückten Städte und Dörfer verliehen wird.

## Geographie
Bayard-sur-Marne liegt etwa 13 Kilometer südöstlich von Saint-Dizier an der Marne und dem parallel verlaufenden Canal entre Champagne et Bourgogne. Durch die Gemeinde führen die Route nationale 67 und die Bahnstrecke Blesme-Haussignémont–Chaumont.

## Bevölkerungsentwicklung
| Jahr      | 1962 | 1968 | 1975 | 1982 | 1990 | 1999 | 2006 | 2018 |
| --------- | ---- | ---- | ---- | ---- | ---- | ---- | ---- | ---- |
| Einwohner | 1413 | 1788 | 1640 | 1497 | 1622 | 1518 | 1509 | 1310 |

## Sehenswürdigkeiten
- Kirche Conversion-de-Saint-Paul im Ortsteil Prez-dur-Marne
- In der kleinen Ortschaft Ruetz in der Gemeinde befand sich eine 1137 gegründete Kommende des Tempelordens. Sie wurde nach Auflösung des Templerordens 1312 von den Johannitern übernommen und in der Französischen Revolution aufgelöst.

## Persönlichkeiten
- Luc Chatel (* 1964), Politiker, zeitweilig Bürgermeister in Bayard-sur-Marne
- Pierre-Clément Grignon, Mitarbeiter an der Encyclopédie von Diderot und Alembert